# Ruta 242 (Costa Rica)
La Ruta 242, oficialmente Ruta Nacional Secundaria 242, es una ruta nacional de Costa Rica ubicada en la provincia de San José.

## Descripción
En la provincia de San José, la ruta atraviesa el cantón de Pérez Zeledón (los distritos de San Isidro de El General, Daniel Flores, Rivas).